# Арцыбушев, Юрий Константинович
Юрий Константинович Арцыбушев (фр. Y. Artsyboucheff (Artsybusheff); (16 (28) марта 1877 — 12 ноября 1952) — русский художник-портретист, издатель, редактор сатирических журналов в дореволюционной России.

## Биография

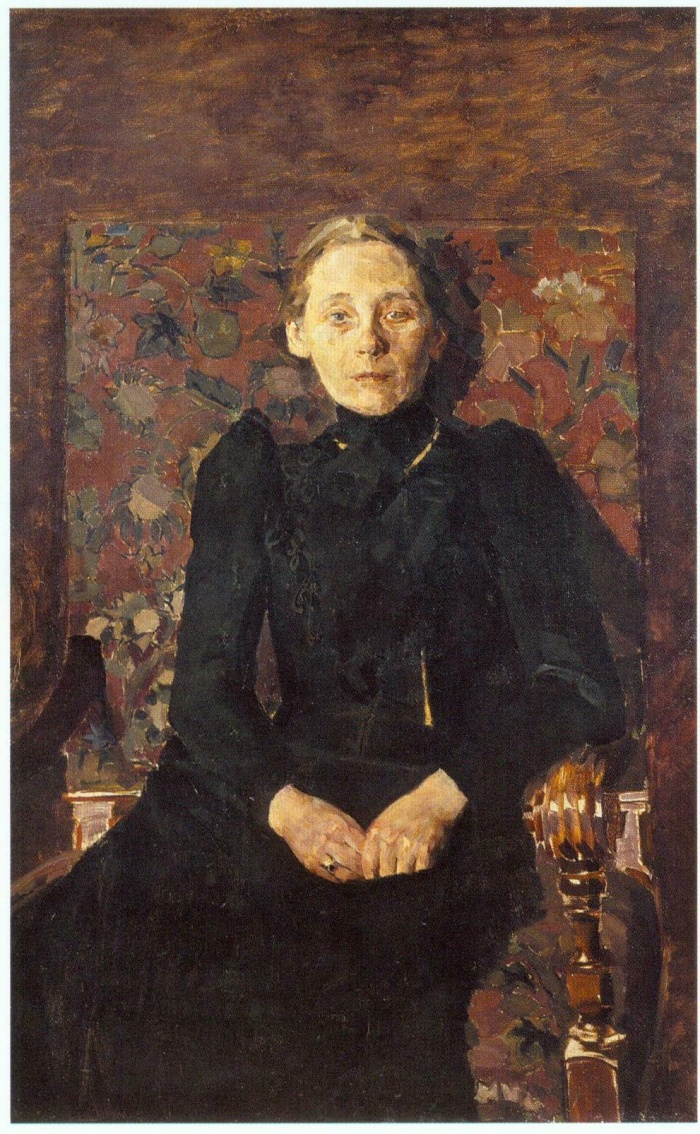
Портрет М. И. Арцыбушевой. М. Врубель, 1897

Родился 16 (28) марта 1877 года в семье Константина Дмитриевича Арцыбушева (1849—1901), потомственного дворянина, инженера-путейца, и его жены Марии Ивановны урождённой Лахтиной (1859—1919). Семья была многодетной; он имел сестру Ольгу (1881—1966) (замужем за Евгением Евгеньевичем Лансере) и братьев: Дмитрий (21 ноября 1878—8 мая 1844), у него сын Константин, врач во Флориде, и сын Пётр (1924—?); Андрей (?—?); Сергей (?—?), его сын Михаил, родился в 1908 в Короче Курской губернии, работал карикатуристом в газете «Труд», арестован 24 июля 1936 года НКВД по Московской области, приговорён 10 апреля 1937 года ОСО НКВД СССР по Московской области по обвинению в 58-10, 58-11 УК РСФСР к 5 годам ИТЛ. Реабилитирован 10 апреля 1956 года «за недоказанностью состава преступления»; Игорь (1895—1942), у него дочь Татьяна, во время войны жила с семьёй Лансере; Михаил (?—?). Есть информация, что К. С. Станиславский был двоюродным братом Ю. К. Арцыбушева (линия родства неясна).
Отец был компаньоном и другом С. И. Мамонтова, известного мецената, дружившего со многими художниками: И. Е. Репиным, В. А. Серовым, В. М. Васнецовым и другими. Неслучайно Юрий первые уроки живописи брал в доме С. И. Мамонтова. Детство и юность Юрий провёл в Москве и в родовом имении Усть-Крестище (ныне Советский район Курской области). Закончил реальное училище Воскресенского в Москве. В 1898 году поступил на архитектурное отделение Высшего художественного училища при Академии художеств в Санкт-Петербурге, но курс не окончил.
Осенью 1899 года отец Юрия, К. Д. Арцыбушев, вместе с С. И. и Н. И. Мамонтовыми был арестован по обвинению в незаконном распоряжении капиталами правления Московско-Ярославско-Архангельской железной дороги. На суде участники процесса были оправданы, но вышли на свободу уже банкротами, а в 1901 году К. Д. Арцыбушев умер.
Гибель отца заставила Юрия ещё более критически относится к политическим порядкам в стране. В январе 1903 года он вместе с Н. Н. Алябьевым, предполагаемым главным редактором, ходатайствовал об издании в Москве иллюстрированного сатирического журнала «Ветроград многоцветный». Издание не было разрешено, так как Н. Н. Алябьев был многократно замешан в студенческих беспорядках. В 1904 году Арцыбушев обратился за разрешением на издание в Санкт-Петербурге иллюстрированного журнала «Зритель»; 5 июня вышел первый номер. В редакцию входили Г. Е. Гинц, И. Я. Каган, Н. И. Фалеев. Отдельные номера журнала подвергались аресту, а 2 октября 1905 года его выпуск и вовсе был запрещён, а в декабре того же года Петербургская судебная палата возбудила дело против главного редактора. Ю. К. Арцыбушев был заключён под арест и приговорён к 2½ годам заключения в крепости, обжалование приговора спасло его от тюрьмы, оправдан он был только в 1907 году. В это время журнал продолжал выходить под названием «Маски».
В 1908 году, когда стало очевидно, что в условиях наступающей реакции продолжение журнала невозможно, Арцыбушев вернулся в Москву, где начал работать для театра, сотрудничал с оппозиционными изданиями, такими как «Огонёк», «Кривое зеркало», газета «Русь». В 1909 году он выполнил серию рисунков на процессе над убийцами депутата Государственной Думы М. Я. Герценштейна в Териоках.
В 1911 году вместе с женой, актрисой М. А. Арцыбушевой, участвовал в создании Мамоновского театра миниатюр, антрепризы драматурга Сергея Мамонтова. Ещё до открытия театра Сергей Мамонтов неожиданно покинул это предприятие. Он публично заявил в газетах, что причина его ухода в принципиальных расхождениях «во взглядах на художественные задачи „театра миниатюр“ с компаньонкой моей по этому делу М. А. Арцыбушевой». Это поставило театр в трудное финансовое положение, Мамонтов требовал вернуть вложенные им средства. И хотя на сцене театра себя пробовал в роли Пьеро начинающий актёр Александр Вертинский, а приобретающие известность Тамара Карсавина и Вацлав Нижинский исполняли танго, поднимая этот танец к вершинам чистого искусства, тем не менее конец театра был весьма печален. Его закрытие сопровождалось серией скандалов и судебных исков, которые смаковали хроникеры. Весной 1915 года по одному из них Юрий Константинович даже обвинялся в «нанесении оскорбления помощнику присяжного поверенного М. В. Муратову» (доверенному лицу кредитора), а его брат Дмитрий и шурин А. А. Бураковский в нарушении общественного порядка. Д. К. Арцыбушева и А. А. Бураковского оправдали, а Ю. К. Арцыбушева приговорили к аресту на две недели.

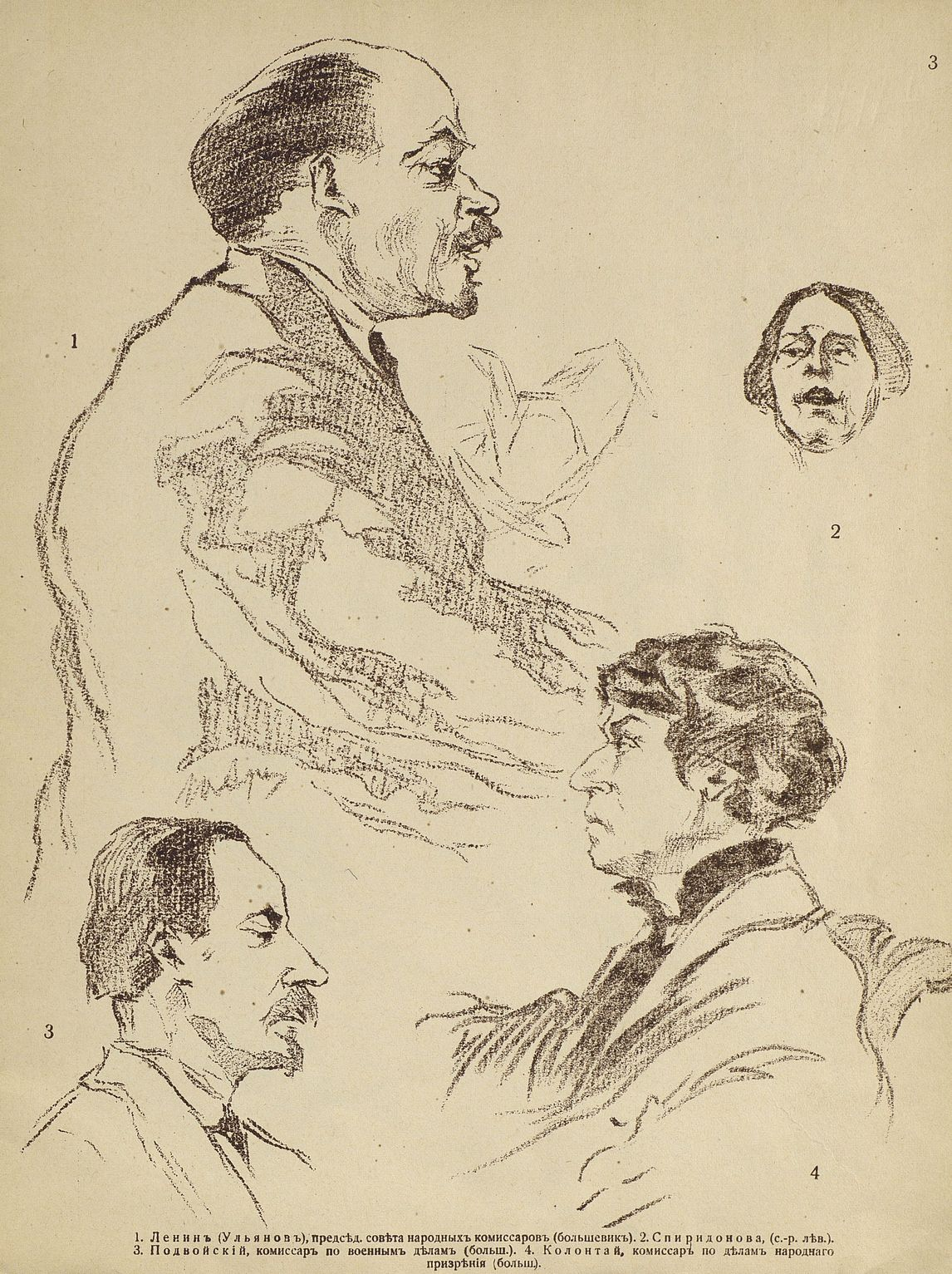
Страница альбома «Диктатура пролетариата»

Начиная с 1916 года при появлении новых признаков общественного оживления Арцыбушев начинает серию зарисовок участников различных митингов, собраний и судебных процессов. Первые серии рисунков были сделаны на судебных процессах о злоупотреблениях при поставках в армию (лето 1916), над участниками продовольственных беспорядков (осень 1916), над агентами Московского охранного отделения (апрель 1917). В конце 1916 года Арцыбушев посвятил серию рисунков Московской городской думе
После февраля 1917 года Арцыбушев рисует на съездах Всероссийского союза городов, русского торгового флота, Всероссийского съезда железнодорожников, съезде военных врачей.
В декабре 1918 года в издательстве Кнебеля вышел альбом «Диктатура пролетариата».
В 1917—1918 рисовал портреты политических и общественных лидеров того времени, для чего специально посещал Смольный, присутствовал на заседаниях Петроградского Совета, различных собраниях.
В 1918 году переехал на юг России, жил в Киеве и Одессе. 24 декабря 1919 года Арцыбушевы выехали из Одессы в Сербию. И вскоре из Белграда перебрались в Париж. Жил в Алжире, Франции, Италии. Рисовал портреты деятелей культуры в эмиграции. В Париже входил в общество «Икона».
В 1922 году работал над серией портретов военных моряков русской флотилии в Бизерте в Тунисе «Из жизни русского флота в Африке».
Во Франции выпустил альбом «Памяти ушедших». В 1926 году рисовал портреты участников Русского зарубежного съезда. Тогда же в 1926 году из-за сильной нужды, продал 241 рисунок 1909—1925 годов (большинство с портретами) Русскому заграничному историческому архиву (РЗИА) в Праге. После Второй мировой войны эта коллекция рисунков вместе со всем РЗИА перешла в московский Центральный государственный архив Октябрьской революции (ныне ГАРФ).
В 1946 году Арцыбушев и его жена получили советское гражданство. В 1947 году они вернулись в СССР и были определены на жительство в Тбилиси. Юрий Константинович устроился в цех декораций Театра оперы и балета имени Шота Руставели, где работал до 1950 года. В апреле 1952 года по решению Особого совещания при МГБ СССР он и его жена были высланы на спецпоселение в Южный Казахстан «как реэмигранты, прибывшие в Грузию из Франции».
Вскоре, 12 ноября 1952 года, находясь в ссылке, скончался.

## Семья
Жена — Мария Васильевна урождённая Бураковская (1882—?), актриса, перед революцией руководила труппой Театра миниатюр в Москве, перевела либретто оперетты «Нянька» Оффенбаха (М., 1911).
- Дочь — Галина (Galia Artsyboucheff)[16] (8 апреля 1903—?)[4]
- Дочь — Марина Юрьевна Арцыбушева (15 июля 1914—?)[17]

## Публикации
- Арцыбушев Ю. К. 12, 14 и 15 августа в Москве. Рисунки Ю. К. Арцыбушева на заседаниях Государственного совещания. — М.: Изд-во Д. Я. Маковского, 1917. — 31 с., (85 рисунков)
- Арцыбушев Ю. К. Диктатура пролетариата в России. — М.: издательство Товарищества И. Кнебель, 1918.
- «Памяти ушедших. Автолитографии с натуры».
- Лики семнадцатого : (1917 г. в политических портретах Ю. К. Арцыбушева) : Альбом / Предисл. О. А. Зимарина. — Москва : Изд-во ВЗПИ, 1991. — 77 с. — ISBN 5-7045-0187-7
- Портреты русской революции. Рисунки Юрия Арцыбушева. Из коллекции Государственного архива Российской федерации. — М.: ООО «Кучково поле» 2017. — 323 с. — ISBN 978-5-9950-0827-9. (239 листов из коллекции ГА РФ, за исключением 2-х рисунков 1909 года суда над убийцами М. Герценштейна)
- Ю. Арцыбушев. Из воспоминаний о M. A. Врубеле.

## Выставки
- В 2007 ГАРФ представил несколько рисунков Ю. К. Арцыбушева на большой документальной выставке «1917. Мифы революций».
- 2008, Государственный исторический музей — «12 часов 40 минут демократии. К 90-летию первого и единственного заседания Учредительного собрания, состоявшегося 5 января 1918 года».
- Выставка с 13 июля 2017 по 20 августа 2017 года в ГА РФ. «1917. Рисунки художника Ю. К. Арцыбушева»